# Goro Matsui
Gorō Matsui (松井 五郎, Matsui Gorō) é um letrista e poeta japonês nascido em 11 de dezembro de 1957 em Gifu. Começou participando de concursos de canções e fez sua estreia escrevendo as letras para o álbum Hot Wind, da dupla Chage & Aska.
Matsui então começou a escrever letras para outros artistas, como Anzen Chitai, Kyosuke Himuro e outros, tornando-se um dos letristas mais populares de uma variedade de bandas J-rock. Ele já escreveu letras para mais de 2.000 músicas, e é considerado "o sexto membro do Anzen Chitai", de tantas letras que escreveu para o grupo.
Em 1996, Matsui escreveu a música "IT WAS 30 YEARS AGO", cantada por Hironobu Kageyama, para as comemorações de 30 anos da franquia Ultraman.
Atualmente, Matsui está sob a gestão do Avex Group, a maior gravadora independente do Japão. Ele atua como compositor residente da referida empresa.
Em 2019, a cantora Miho Morikawa lançou o álbum Another Face -Tribute To Goro Matsui +Koji Tamaki -, uma coletânea em homenagem a canções que Matsui produziu para ela.